# Viaje de fin de estudios
El viaje de egresados, también denominado viaje de fin de estudios, viaje de promoción en Perú y Argentina, viaje de fin de curso en Uruguay, gira de estudios en Chile, o viaje de fin de grado en España, es una tradición estudiantil que consiste en realizar un viaje a alguna localidad turística junto a los compañeros de curso, en los últimos años de los estudios. En el caso de los estudiantes universitarios, se denomina viaje de fin de carrera,[¿dónde?] aunque también existe un viaje similar que se realiza a mitad de carrera en España, llamado viaje de paso de ecuador.

## Por país

### Argentina

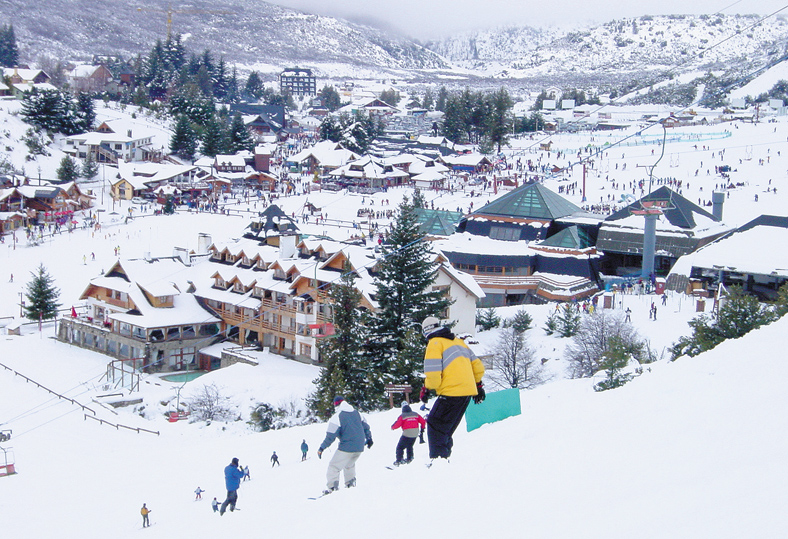
Base del Cerro Catedral en invierno.

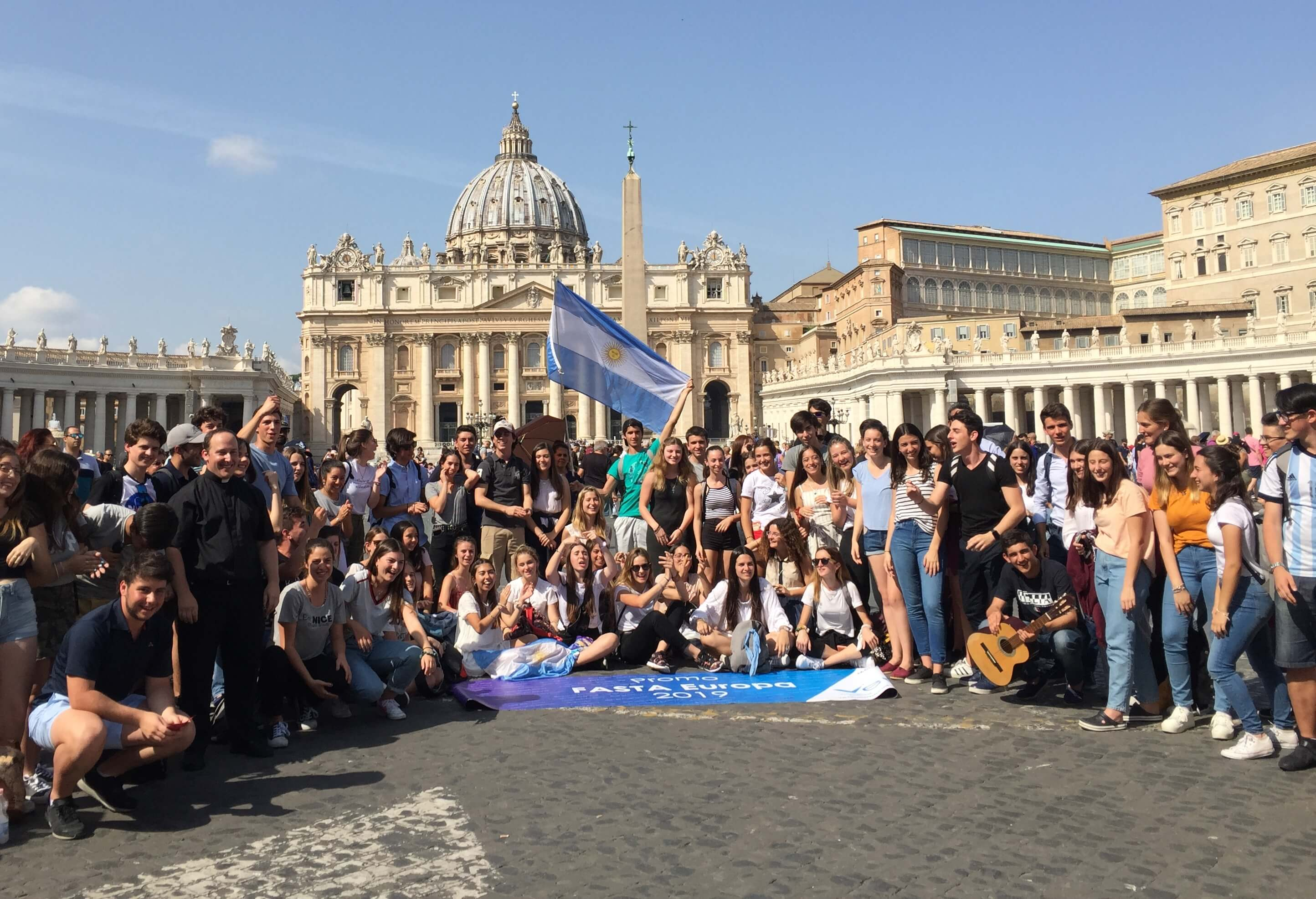
Viaje de egresados argentinos en Roma.

En la Argentina, se suelen hacer dos viajes, el primero durante el último grado de escuela primaria, y el segundo durante el último año de la escuela secundaria.
Generalmente el primer viaje tiene como destino la localidad de Villa Carlos Paz, en la provincia de Córdoba, o Tandil, en la Provincia de Buenos Aires. El segundo tiene generalmente como destino a San Carlos de Bariloche, en la provincia de Río Negro o a Porto Seguro (Brasil) , entre otros nuevos destinos posibles como Punta Cana (República Dominicana) y Cancún (México). 

#### El viaje a Bariloche
En el viaje a San Carlos de Bariloche, los estudiantes suelen contratar empresas que se dedican al turismo estudiantil, con las cuales firman un contrato en el que se acuerdan los precios, el hospedaje, las comidas y las excursiones, entre otros puntos. Durante el día tienen excursiones programadas previamente a diferentes lugares, tales como visitar el Cerro Catedral y otros puntos turísticos, esquiar, andar a caballo, hacer turismo aventura; por la noche, van cada día a una discoteca, ubicadas todas en el denominado "Centro nocturno", donde se ubican aproximadamente quince discotecas en menos de 500 metros. El viaje suele tener una duración de 9 días 8 noches. La misma dinámica es aplicada a los otros destinos nombrados previamente.

#### Viaje a Europa
Al margen del viaje tradicional que se hizo siempre a la provincia de Río Negro, una porción de colegios se decanta por un viaje de egresados por España, Francia e Italia. En este se realizan visitas guiadas por las ciudades más emblemáticas y se conocen playas, estadios de fútbol famosos, parque de atracciones famosos y museos temáticos.
Este tipo de viaje tiene una duración de 15 a 16 días sin contar con los viajes de ida y vuelta.[cita requerida]

### Uruguay
En Uruguay, el nombre más común es viaje de fin de curso y suele darse luego de finalizados la primaria o los estudios secundarios. Para el primero los destinos más comunes suelen ser Salto o Puerto Madryn y para los secundarios Florianópolis (apodado floripa), Camboriú y Bariloche. Otro tipo de viajes estudiantiles muy renombrados son los de Facultad de Arquitectura, que recauda fondos para financiar el viaje, que se realiza mediante venta de rifas y sorteo de importantes premios, como un automóvil.

### Chile
En Chile, este viaje se denomina gira de estudios y es realizado durante los últimos años de educación media (segundo, tercero y/o cuarto año), y suele durar una semana. 
Al igual que en Argentina, existen empresas de turismo con las cuales se dedican a coordinar lugar, hotel, alimentación, transporte, lugares por visitar, entre otros. 
Algunos de los lugares más visitados por los estudiantes chilenos son el Balneario Camboriú, en Brasil; San Carlos de Bariloche, en Argentina; Machu Picchu en Perú, o  diversos lugares dentro del mismo país.

### España
En España son importantes los viajes que se realizan al acabar la educación secundaria obligatoria, el bachillerato (llamados comúnmente viaje de fin de curso) y los estudios universitarios. Todos estos viajes tienen, normalmente, una duración corta de una semana aproximadamente ya que tienen lugar antes de finalizar el curso. 
En los viajes de fin de curso en la secundaria se suele visitar un destino cercano y/nacional como los Pirineos o Andorra. Normalmente, se trata de un viaje a una granja escuela donde se hacen actividades en un entorno natural. En cambio, al finalizar el bachillerato, es más común ir a un país extranjero de Europa como Italia o Francia como destinos típicos, aunque desde hace unos años, también son habituales los cruceros por el mediterráneo. Ambos tipos de son organizados por los centros educativos que se encargan de toda la gestión de los itinerarios. 
En cuanto a los viajes de fin de carrera o viajes universitarios, son contratados por parte de los estudiantes a agencias privadas de viajes o tour operadores, que se ocupan de llevar a cabo todos los trámites, la organización y los medios. Los estudiantes se encargan de decidir los destinos a los que viajarán mediante votación si se trata de grupos grandes, como promociones enteras, aunque también son usuales los grupos pequeños de amigos que desean ir por su cuenta a algún sitio en concreto. Estos viajes suelen durar desde siete a once días aproximadamente ya que, al igual que los realizados en etapas de estudio anteriores, se suelen hacer antes de haber terminado el año académico. Como destinos principales y más típicos, están Punta Cana y Riviera Maya. Ambos son paquetes cerrados de viaje en grandes resorts en los que, además, se pueden contratar adicionalmente algunas excursiones. En los últimos años, además, está más de moda realizar viajes más aventureros que se diferencian de las típicas vacaciones en un todo incluido en el Caribe. 
Los viajes de fin de carrera a Tailandia, Marruecos o Indonesia (Bali), son cada vez más populares entre los jóvenes universitarios españoles ya que aportan un factor exótico y diferente.

### Perú

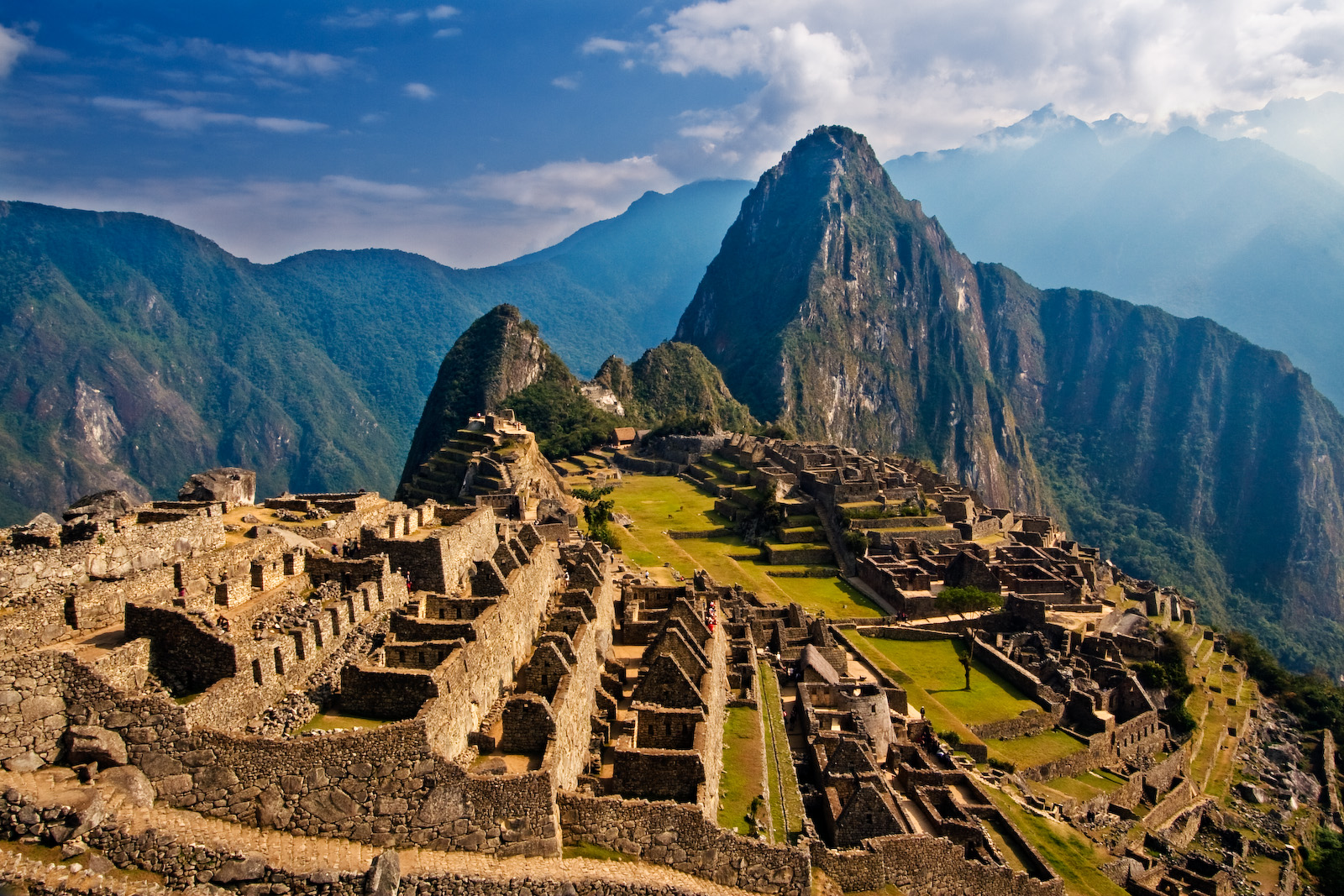
Santuario histórico de Machu Picchu, ubicado en el departamento de Cuzco.

En Perú se le conoce como Viaje de Promoción donde al igual que Argentina, se realiza en el último año de la escuela secundaria. Los viajes de promoción comúnmente suelen durar una semana. 
Usualmente, los colegios privados del Perú lo realizan en vacaciones escolares de mayo, o también junto con algunos colegios públicos del Perú, lo realizan en vacaciones de Fiestas Patrias, que abarca los días finales de julio e inicios de agosto. Los destinos de los viajes de promoción pueden ser en el interior del país o fuera del país. En el interior, los más preferidos por los estudiantes son:  El departamento del Cuzco, algunas playas como Máncora (Talara, Piura) o Punta Sal (Tumbes) en los departamentos del norte. En el exterior los más preferidos son Punta Cana, ubicado en el este de la República Dominicana, la ciudad de Varadero en Cuba, la Isla de San Andrés en Colombia y las playas de Cancún, en México.